# Воскресенско-Феодоровский монастырь
Воскресенско-Феодоровский мужской монастырь в селе Сергеево (Воскресе́нско-Фео́доровский же́нский общежи́тельный монасты́рь — наименование, данное Воскресенско-Феодоровской общине при возведении в монастырь) — расположен в 11 км к югу от города Шуи Ивановской области, при селе Сергееве (бывшем Воскресенском-Сергееве), на левом берегу реки Тезы.

## История
В 1881 году владелицей села Сергеево Шуйского уезда дворянкой Александрой Николаевной Шубиной была устроена женская община, которая в 1889 году была преобразована в монастырь. на обустройство обители Шубина большую часть своего немалого состояния, в том числе 20 тысяч рублей на строительство  соборного храма.
После закрытия в 1929 году на территории размещалась колония для несовершеннолетних преступников; в 1950-х годах здания монастыря переданы Шуйскому сельскохозяйственному техникуму. В 1994 году возвращён Русской православной церкви, в 1998-м возрождён как мужской монастырь.
После Октябрьской революции монастырь постоянно находился на грани закрытия. Обитель смогла продержаться более 10 лет только благодаря тому, что монахинями была организована сельскохозяйственная артель под названием «Община», ставшая одной из первых в округе. Сестры жили в монастыре, ходили работать в совхоз, но по праздникам не работали, пребывая на молитве в храме.
В 1924—1928 годах в монастыре на покое жил Серафим (Чичагов).
В 1929 году монастырь был закрыт.

## Здания
- Соборный храм в честь Успения Божией Матери (архитектор Пётр Беген), заложен 2 сентября 1897 года, освящён епископом Владимирским и Суздальским Никоном 24 октября 1905 года
- Колокольня, начата строительством в 1902 году, колокола подняты 8 сентября 1904 года
- Церковь в честь святого архистратига Михаила
- Игуменский корпус с церковью в честь Феодоровской иконы Божией Матери
- Живописный корпус

## Реликвии
- В кипарисовом кресте частица древа Креста Господня в виде маленького крестика, часть губы, на которой была капля крови Христовой, камешки из пещеры Гроба Господня и от пещеры Божией Матери и камешек от Сорокодневной горы;
- чудотворная икона Божией Матери «Знамение» Серафимо-Понетаевская, копия с чудотворного образа, что в Серафимо-Понетаевском монастыре (в сребропозлащённой ризе, с жемчугом и драгоценными камнями; венцы на Богоматери и Божественном Младенце украшены разноцветной эмалью);
- икона Успения Божией Матери, в сребропозлащённой ризе (вручена была преподобным Серафимом Саровским на благословенье одной из сестёр-первоначальниц здешней обители и почитается чудотворною);
- часть мощей великомученика Иакова Персянина и великомученицы Параскевы, наречённые Пятницы;
- ковчег с большою частью того камня, на котором преподобный Серафим молился тысячу ночей, и небольшой ящичек, с частью волос этого святого и кровью его на одежде;
- обрубки дерева от келии преподобного Серафима.

## Игумении / Игумены
- 1916—1929 — Арсения (Добронравова) (1879—1939), преподобномученица, в 2000 году Архиерейским собором Русской православной церкви причислена к лику святых.
- 2018 — настоящее время — Иринарх (Левинтович), иеромонах, временно исполняющий обязанности наместника.[5][6]